# Michel Droitecourt

a Compétitions nationales et continentales officielles uniquement.

b Matchs officiels uniquement.
Michel Droitecourt, né le 30 octobre 1949 à Meaux (Seine-et-Marne), est un joueur international français de rugby à XV et international de rugby à sept.
Il a joué avec l'équipe de France, de 1972 à 1977, et avec l'AS Montferrand, club auquel il évolue principalement au poste d'arrière durant une dizaine d'années.

## Biographie

### Jeunesse, formation et début de carrière sportive de haut niveau
Michel Droitecourt naît le 30 octobre 1949 à Meaux dans le département français de la Seine-et-Marne,,. Durant sa jeunesse, il commence la pratique du rugby à XV au CS Meaux à partir de la catégorie des minimes avant d'intégrer plus tard l'équipe première en troisième division nationale.
À partir de la saison 1970-1971, il rejoint le club auvergnat de l'AS Montferrand (ASM) à vingt-et-un ans, comme son futur ami André Dubertrand. À son arrivée, il est tout d'abord placé au poste d'ailier et remplace alors Louis Coudeyre qui vient d'arrêter sa carrière. Par la suite, il joue exclusivement arrière et se révèle à ce poste où il devient un titulaire indiscutable. Il est alors un très bon relanceur, un bon défenseur et un buteur précis.
La saison suivante, en 1971-1972, il perd la finale du Challenge Yves du Manoir 37 à 6 contre l'AS Béziers,.

### Débuts internationaux, découverte du Tournoi des Cinq Nations et vainqueur du Challenge Yves du Manoir
En octobre 1972, sélectionné avec l'équipe de France B, ils sont vaincus largement par leurs homologues gallois sur le score de 35 à 6 au Cardiff Arms Park, il inscrit la transformation du seul essai français. Le 11 novembre suivant, à Clermont-Ferrand, il dispute une rencontre avec la sélection de l'Auvergne contre les Gallois du Cardiff RFC remportée 36 à 0, où il inscrit deux transformations et réalise une bonne performance en compagnie de son coéquipier de l'ASM Jean-Pierre Romeu, soulignée par la presse régionale avec La Montagne mais également par la presse parisienne. Deux jours après ce match, les sélectionneurs de l'équipe de France convoquent et titularisent les deux coéquipiers auvergnats pour la première fois afin d'affronter la Roumanie à Constanța le 27 novembre suivant. Lors de ses débuts internationaux, il est choisi par les sélectionneurs pour buter, cependant Michel Droitecourt, ne se sentant pas en capacité de tenir ce rôle, demande à Jean-Pierre Romeu de tirer à sa place. Romeu inscrit onze points et le XV de France s'impose 15 à 6 dans des conditions hivernales difficiles,.
Le 7 février 1973, il affronte la Nouvelle-Zélande avec une sélection française à Clermont-Ferrand. Les Néo-Zélandais s'imposent 6 à 3. Trois jours plus tard, il remplace Jack Cantoni en cours de match lors de la victoire 13 à 6 de la France contre les All Blacks à Paris. Le XV de France bat la Nouvelle-Zélande pour la deuxième fois de son histoire après 1954,. Deux semaines après, il fait ses débuts dans le Tournoi des Cinq Nations, à Twickenham contre l'Angleterre, mais ils sont battus 14 à 6. Jean-Michel Aguirre le remplace pour les deux derniers matchs. Le 7 avril, il dispute un tournoi à Édimbourg avec l'équipe de France de rugby à sept dans le cadre de la célébration du centenaire écossais. La France est cependant battue 36 à 4 par le pays de Galles puis 20 à 16 par le Sept du président, il inscrit deux transformations dans ce dernier match. En fin de saison 1972-1973, avec l'AS Montferrand, il est finaliste du Challenge Jules-Cadenat mais malgré un score nul, 12 à 12, le SU Agen est déclaré vainqueur au bénéfice des essais marqués.
Durant l'exercice 1973-1974, en plus de Michel Droitecourt, son club de l'AS Montferrand, entraîné par Michel Ringeval et Gérard Dufau, fournit plusieurs internationaux à l'équipe de France dont Jean Costantino, André Dubertrand, Jean-Pierre Romeu et Jacques Rougerie. Malgré cette qualité dans l'effectif montferrandais, l'ASM est éliminée dès les seizièmes de finale du Championnat de France 17 à 6 par l'USA Perpignan. En juin 1974, il est sélectionné pour la tournée estivale en Amérique du Sud, jouant un match remporté 99 à 7 contre le Brésil puis le reste en Argentine. Il dispute le premier test match remporté 20 à 15 contre l'Argentine.
Lors de la saison 1975-1976, l'AS Montferrand s'est qualifiée jusqu'en finale du Challenge Yves du Manoir et prépare cette échéance. Cependant le 8 mai 1976, son coéquipier Jean-François Phliponeau meurt frappé par la foudre au stade Marcel-Michelin, un drame qui marque profondément les Montferrandais. Le 22 mai suivant, ils rendent hommage à leur coéquipier en s'imposant largement 40 à 12 contre le SC Graulhet, lors de la finale du Challenge Yves du Manoir à Colombes. Deux semaines plus tard, il s'envole pour une tournée aux États-Unis avec l'équipe de France. Il affronte seulement la sélection de la New York Metropolitan Rugby Union, pour une victoire 71 à 7. Il est devancé par Jean-Michel Aguirre pour le test match contre les États-Unis remporté 33 à 14.

### Dernières sélections en équipe de France, finaliste du Championnat de France 1978 et fin de carrière sportive
Pendant le Tournoi des Cinq Nations 1977, il est remplaçant à deux reprises mais n'entre pas en jeu lors du deuxième Grand Chelem de l'histoire du XV de France. En fin de saison, il est convoqué pour la tournée en Argentine. Il joue un test match contre l'Argentine, le 2 juillet, son dix-septième et dernier match en équipe de France,.
En fin de saison 1977-1978, l'AS Montferrand se rend jusqu'en finale du Championnat de France, après avoir éliminé le Valence sportif 20 à 12 en demi-finale à Toulouse. Cependant, dans une finale où il est titulaire, le club auvergnat est battu largement par l'AS Béziers 31 à 9,, alors que le score n'est que de 13 à 9 en faveur des Biterrois à la 70e. René Séguier inscrit un essai à la 71e puis Alain Paco et Jean-Louis Martin viennent aggraver la marque quelques minutes plus tard.
La saison suivante, l'AS Montferrand se qualifie en finale du Challenge Yves du Manoir après avoir éliminé l'US Romans Péage en demi-finale. Retrouvant le RC Narbonne en finale, récent champion de France après avoir éliminé l'AS Montferrand en demi-finale (19 à 9), les Montferrandais sont encore battus (9 à 7).
Le 1er mai 1980, il participe au premier match des Barbarians français contre l'Écosse à Agen. Les Baa-Baas l'emportent 26 à 22.
Il dispute ses derniers matchs avec l'AS Montferrand durant la saison 1981-1982.
En parallèle à sa carrière sportive, il fait toute sa carrière professionnelle chez Michelin. Il rentre tout d'abord comme ajusteur avant d'entrer au service compétition, après sa carrière sportive, où il travaille en Formule 1, en Championnat du monde des rallyes, en Supertourisme ainsi qu'en endurance. À sa retraite, il reste installé proche de Clermont-Ferrand, non loin du Puy de Dôme.

## Statistiques en équipe nationale
Michel Droitecourt compte 17 capes, dont 16 en tant que titulaire, en équipe de France. Il dispute son premier test match le 26 novembre 1972 à Constanța contre la Roumanie et son dernier le 2 juillet 1977 à Buenos Aires contre l'Argentine. Il inscrit deux essais et trois transformations soit un total de 14 points.
Il dispute trois Tournois des Cinq Nations en 1973, 1974 et 1976. Il prend également part à quatre tournées en 1974, 1975, 1976, 1977.
| Année | Compétition              | Matchs | Points | Essais | Pén. | Tr. | Drops |
| ----- | ------------------------ | ------ | ------ | ------ | ---- | --- | ----- |
| 1972  | Test matchs              | 1      | -      | -      | -    | -   | -     |
| 1973  | Test matchs              | 1      | -      | -      | -    | -   | -     |
| 1973  | Tournoi des Cinq Nations | 1      | -      | -      | -    | -   | -     |
| 1974  | Tournoi des Cinq Nations | 2      | -      | -      | -    | -   | -     |
| 1974  | Test matchs              | 2      | -      | -      | -    | -   | -     |
| 1975  | Test matchs              | 5      | 8      | 2      | -    | -   | -     |
| 1976  | Tournoi des Cinq Nations | 3      | -      | -      | -    | -   | -     |
| 1976  | Test matchs              | 1      | 6      | -      | -    | 3   | -     |
| 1977  | Test matchs              | 1      | -      | -      | -    | -   | -     |
| Total | Total                    | 17     | 14     | 2      | 0    | 3   | 0     |

## Palmarès

### En club
- Finaliste du Championnat de France en 1978 avec l'AS Montferrand.
- Finaliste du Challenge Yves du Manoir en 1972 et 1979 avec l'AS Montferrand.
- Finaliste du Challenge Jules-Cadenat en 1973 avec l'AS Montferrand.
- Vainqueur du Challenge Yves du Manoir en 1976 avec l'AS Montferrand.

### En équipe nationale
- Vainqueur du Tournoi des Cinq Nations en 1973 avec l'équipe de France.